# Carin Rickardsson
Carin Rickardsson, född Karlberg 22 april 1942, är en svensk poet, författare och försäkringstjänsteman från Eksjö. 
Rickardsson har gett ut både lyrikböcker och en barnbok. Hon är uppvuxen utanför Rörvik i Småland och har arbetat inom försäkringskassan. Hon är (2016) ordförande i Smålands författarsällskap.